# NGC 2546

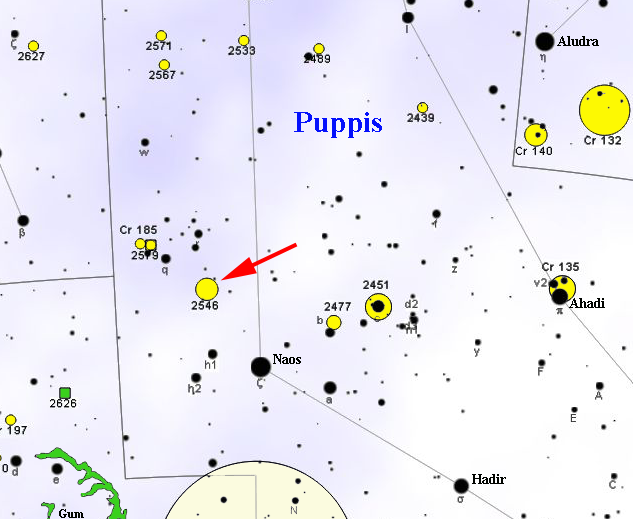
Bản đồ hiển thị vị trí của NGC 2546

NGC 2546 là một cụm sao mở trong chòm sao Thuyền Vĩ, được Abbe Lacaille phát hiện vào năm 1751-1752 từ Nam Phi.